# 太鼓ユニット我龍
太鼓ユニット我龍（タイコユニットガリュウ）は、広島県府中市・福山市で結成されたプロの和太鼓とドラムを中心としたユニット。2005年に結成された。

## 概要
ドラムと和太鼓を中心に様々なアーティストと融合することにより、様々な表現を行っている。地元の伝統芸能や伝説を題材として作曲された曲もあり、地域に根ざした活動を行っている。一方で、海外公演も行うなど、日本の太鼓文化の発信と普及にも力を入れている。太鼓は直径30cmから最大160cmの太鼓が使用され年間70公演(2013年実績）をこなす。地元の自然と文化から着想した曲を、ドラムと和太鼓を融合させて表現する曲が主と演奏される。

## 沿革

### 結成まで
代表は竹内孝志。竹内は高校3年生のときに友人から勧められるままに、福山市の社会人グループに加わり和太鼓を始めた。広島市内の大学に進学後も団体を変えて活動は継続した。20代の頃には島根県浜田市匹見町を拠点とする今福座のもとに3年間ほど毎週通い太鼓の技術を高めた。

### 我龍の結成
2005年2月、和太鼓打ちとしてソロ活動を行っていた竹内孝志とドラマーの香本俊介が、尾道市内のライブハウスで偶然出会う。お互いの演奏スタイルに共鳴し一度の練習で演曲『躍進-yakushin-』を完成させ太鼓ユニット我龍-garyu-を結成した。『我龍』という名称は、自分たち流という意味と、龍のように昇る勢いを、という思いを込めて名付けられた。広島県府中市諸毛町に事務所を構える。

### その後の活動
2005年の高知よさこい祭りに参加し金賞を受賞した。2006年の高知よさこい祭りでも優秀賞を受賞した。
2007年、孝志の弟で和太鼓打ちの竹内裕樹をメンバーに加えた。同年ファーストアルバム『GARYU』を発売、その音源はラスベガス展示会でも使用された。この年広島で行われる中国地方最大規模の野外イベント「SETSTOCK'07」にも出演した。
2008年、全国ライブツアーを開始。また4月21日の山陽自動車道福山サービスエリアのリニューアルオープンイベントにも出演している。
2009年、府中市文化センター大ホールで「我龍Concert2009」を開催。9月18日には広島市のアステールプラザでもコンサートを開いた。
2010年、DVD『我龍Concert2009』を発売、上海万博アジアステージ、さいたまスーパーアリーナすわんどライブにおける公演や、くまがやドーム和太鼓日本一決定戦にゲスト出演した。
2011年9月18日には広島アステールプラザ大ホールで「我龍Concert2011」を行った。
2012年3月3日RCC中国放送主催の東北復興イベント「RCC絆プロジェクト 太鼓deこまち ～響け！東北再生太鼓～」へ、津軽三味線と和太鼓「閃雷」の和太鼓奏者4人による、宮城のアンサンブルカルテット「族―Yakara―」とともに出演した。
4月22日には2NDアルバム【我リュウイズム】を発売。広島みなと公園で10月に開催された和太鼓フェスティバルでは竹内が実行委員長を任せられた。
2012年4月から2013年6月まで、全国32カ所のライブハウスなどを回った「我リュウイズムツアー」を実施。
2013年 我リュウイズムツアーの最後は府中市文化センターで公演が行われ1500人が観客が集まった。台湾のThe Wallにて公演・台湾のバンドAnthelionと初共演。
2014年 ふるさと祭り東京(東京ドーム)出演、関西コレクション(京セラドーム)出演、シンガポールツアー(ディスカバリーセンター)
2015年 我龍10周年アリーナ2daysコンサート（3000席 sold out）、フランスツアー（マルセイユ市庁舎）
2016年 我龍1stシングルCD『天地翔-rimix-』7月27日全国のTSUTAYAから発売、全国TSUTAYAランキングインディーズチャート3位
```
我龍DVD『我龍アリーナコンサート』8月24日全国のTSUTAYAから発売、全国TSUTAYAランキングDVDチャー11位
```

2017年 日韓交流お祭りinソウルに出演
2018年 4月8日開催のFISE後夜祭に出演。
```
3rdアルバムCD『AWAKEN-覚醒-』4月18日全国発売
```

2019年1月9日放送の『ひろしま満点ママ!!』（テレビ新広島）で森本ケンタ（ギタリスト）が太鼓ユニット我龍と海外ライブを含めた広島と世界を繋ぐコラボ活動を行っていくことを発表。
2019年12月 4thアルバムCD『HEROES』リリース。また、テレビ新広島『ひろしま満点ママ!!』の生中継コーナー「どこいる!?ライブ」に竹内兄弟の父がHEROESのジャケットのTシャツを着て出演しごんぼう畑にて市場里奈アナウンサーと共に地元のお祭り「ごんぼう祭り」を告知した。

## メンバー
- 竹内孝志 - 和太鼓（2005年 - ） リーダー、および、オフィス我龍 代表
- 竹内裕樹 - 和太鼓（2007年 - ） 竹内孝志の実弟[1]

過去のメンバー
- 香本峻佑 - ドラム（2005年 - 2020年）

## ディスコグラフィ

### シングルCD
1. 天地翔-remix-（2016年7月27日、GRCD-003） TSUTAYA×我龍
2. PECEDRUM（2017年11月22日、GRCD-004） ピーターマルコ×我龍

### アルバムCD
1. GARYU（2007年1月27日）
2. 我リュウイズム(Gryuism)（2012年4月22日、GRCD-002/B）DVD付き2枚組
3. AWAKEN-覚醒-（2018年4月18日、GRCD-005）
4. HEROES（2019年12月28日、GRCD-006）

### DVD
1. 我龍 Concert 2009（2010年3月7日、GRDVD-1）
2. 我リュウイズムTour Final Concert（2014年4月29日、GRDVD-02）
3. 我龍10周年アリーナコンサート（2016年8月24日、GRDVD-03） TSUTAYA×我龍

## テレビ
- 2010年5月25日18:00～19:00 お好みワイドひろしま（NHK広島放送局）
- 2010年6月5日00:51～1:21 THE STREET FIGHTERS（テレビ朝日）
- 2011年3月2日12:20～12:45 生中継 ふるさと一番!（NHK総合テレビ）
- 2013年30日9:55～11:25 ひろしま満点ママ!!（TSSテレビ新広島）
- 2014年10月3日15:00～16:50 イマなまっ!（RCC中国放送）
- 2015年10月5日15:00～16:50 イマなまっ!（RCC中国放送）
- 2017年2月25日11:30～12:00 イクゼ、バンド天国!!（BS-TBS）
- 2017年3月3日00:15～0:45 カンムリ（RCC中国放送）
- 2017年3月31日00:15～0:45 カンムリ（RCC中国放送）
- 2017年4月4日18:00～19:00 お好みワイドひろしま（NHK広島放送局）
- 2017年5月26日00:45～1:15 カンムリ（RCC中国放送）
- 2019年1月1日 カープ日本一TV 2019 〜THE 絆〜（RCC中国放送）オープニングとエンディングを縮景園で演奏パフォーマンス

## ラジオ
レギュラー
- 我龍放送部のリズム＆ビート（2016年4月4日 - 2021年3月、エフエムふくやま RADIO BINGO 77.7MHz） 毎週月曜19:30～20:00[14]
- イブニングステーション（2021年4月 - 、エフエムふくやま RADIO BINGO 77.7MHz）第2.第4.第5月曜コーナー「我龍放送部のリズム＆ビート」18時20分 -

ゲスト
- 2014年6月4日17:00～19:00 ユウガッタ・レディオ（エフエムおのみち）
- 2014年9月29日17:00～19:00 イブニングストリーム（FMちゅーピー）
- 2014年9月29日17:00～19:00 ひるはまるごと761（FMはつかいち）
- 2016年6月7日12:00～14:55 おひる～な（RCCラジオ）
- 2016年8月31日～ 7:30～9:00 GO! GO! B びんご（エフエムふくやま）
- 2017年5月11日9:00～11:30 平成ラヂオバラエティごぜん様さま（RCCラジオ）
- 2017年6月17日22:00～22:55 ザ★横山雄二ショー（RCCラジオ）
- 2017年9月21日9:00～11:30 平成ラヂオバラエティごぜん様さま（RCCラジオ）
- 2018年4月16日12:00～14:55 おひる～な（RCCラジオ）

## CM
- 府中家具の館（2017年11月[15] - ） 我龍が出演し「陽炎」を演奏。

## 特記事項
- イトーヨーカドー福山店は、我龍の太鼓の音を使った同店の15周年記念セールのCMを、テレビ新広島と広島テレビで1日数回、2014年4月27日まで放送した[3]。
- 2014年3月に開催された、府中市市制60周年記念式典のために、Ｂ級グルメがテーマの「打楽（だがく）府中焼き」を作曲し披露している[3]。